# Băleasa
Băleasa – wieś w Rumunii, w okręgu Aluta, w gminie Găvănești. W 2011 roku liczyła 769 mieszkańców.